# 角道謙一
角道 謙一（かくどう けんいち、1927年〈昭和2年〉8月14日 - 2013年〈平成25年〉12月5日）は、日本の農林官僚。林野庁長官、農林水産事務次官を歴任し、退官後は農林中央金庫理事長を務めた。

## 人物
大阪府出身。東京大学経済学部を卒業後し、1953年に農林省へ入省した。水産庁生産部海洋第一課長、農林大臣官房審議官、林野庁次長、農林水産大臣官房総務審議官を務めたのち、1981年には局長級のポストである農林水産大臣官房長に就いた。1984年7月、林野庁長官。同年11月には、農林水産事務次官に就任した。事務次官を退任後は、1987年から1990年までは農林漁業信用基金理事長、1991年から2000年までは農林中央金庫理事長を歴任した。
農林中金の理事長在任時には、住宅ローンを専門に取り扱う住宅金融専門会社がバブル崩壊により抱え込むこととなった巨額の不良債権とその処理をどのようにするかといった、いわゆる住専問題の対応に当たることとなった。これら住専各社は、預金業務を扱わないノンバンクでありその資金は銀行などの金融機関から調達しており、農林中金を含む農協系統（信連、共済連）は５兆5997億円もの貸し付けをしていた大口の資金調達先であった。そのため、住専の不良債権を処理するために6850億円の公的資金が投入されることは農協救済であるとして、マスコミによる報道が後押ししたこともあり農協批判の声が強まった。こうした住専問題の責任の所在に関して、全国銀行協会連合会の橋本徹は、資金を提供した農協系統などの金融機関が貸出残高に応じて責任を負担すべきだという「貸し手責任」を主張していた。これに反発し角道は、金融機関が「母体行」として資本金を出し、経営者を派遣している住専各社には、母体行の信用保証があると信じて貸し付けをしていたのであり、母体行が損失を負担すべきだという「母体行責任論」を強調した。
また住専国会とも呼ばれた1996年の第136回国会において、角道は参議院予算委員会の証人喚問を受けている。
2013年12月5日、心不全のため86歳で死去。

## 略歴
- 1953年（昭和28年）4月1日 - 農林省入省
- 1968年（昭和43年）7月16日 - 水産庁生産部海洋第一課長
- 1972年（昭和47年）6月1日 - 水産庁漁政部調査官
- 1972年（昭和47年）7月15日 - 食糧庁総務部調査官
- 1972年（昭和47年）12月8日 - 農林省畜産局競馬監督課長
- 1973年（昭和48年）9月1日 - 農林省畜産局畜政課長兼農林省畜産局競馬監督課長
- 1973年（昭和48年）9月14日 - 農林省畜産局畜政課長
- 1975年（昭和50年）9月1日 - 農林省大臣官房秘書課長
- 1978年（昭和53年）1月14日 - 農林省大臣官房審議官
- 1978年（昭和53年）7月5日 - 林野庁次長
- 1979年（昭和54年）7月20日 - 農林水産大臣官房総務審議官
- 1981年（昭和56年）7月21日 - 農林水産大臣官房長
- 1984年（昭和59年）7月6日 - 林野庁長官
- 1984年（昭和59年）11月13日 - 農林水産事務次官
- 1987年（昭和62年）10月1日 - 農林漁業信用基金理事長
- 1991年（平成3年） - 農林中央金庫理事長